# Ruthie Ann Miles
Ruthie Ann Miles (Honolulu, 21 aprile 1983) è un'attrice e mezzosoprano statunitense, nota soprattutto come interprete di musical.

## Carriera
Ha interpretato Bad Idea Bear in Avenue Q nell'Off Broadway e Imelda Marcos nel musical Here Lies Love nel 2013, aggiudicandosi il Theatre World Award ed il Lucille Lortel Award. Nel 2015 interpreta Lady Thiang nel revival di Broadway di The King and I con Ken Watanabe e Kelli O'Hara, vincendo il Tony Award alla miglior attrice non protagonista in un musical. Resta nel musical fino al 2016 e nel 2017 torna a Broadway nel revival di Sunday in the Park with George con Jake Gyllenhaal. Nel 2018, dopo il suo incidente, debutta nel West End in The King and I, in cui torna a recitare nel ruolo di Lady Thiang; per la sua performance è stata candidata al Laurence Olivier Award alla migliore attrice non protagonista in un musical.

## Vita privata
Ruthie Ann Miles è sposata con Jonathan Blumenstein e la coppia aveva una figlia, Abigail, morta all'età di quattro anni in un incidente stradale a Brooklyn nel marzo 2018; ha perso anche il bambino di cui era incinta, due mesi dopo il medesimo incidente. Nel maggio 2020 Miles ha partorito una seconda figlia, Hope Elizabeth.

## Filmografia

### Cinema
- I Am Michael, regia di Justin Kelly (2015)

### Televisione
- The Americans – serie TV, 6 episodi (2016)
- Elementary – serie TV, 1 episodio (2017)
- Evil – serie TV, episodio 3x01 (2022)

## Teatro
- Two by Two, Cumberland County Playhouse di Crossville (2004)
- Sweeney Todd: The Demon Barber of Fleet Street, tour statunitense (2007)
- The Roar of the Greasepaint – The Smell of the Crowd, York Theatre di New York (2010)
- Avenue Q, New World Stages di New York (2011-2013)
- Here Lies Love, Public Theater di New York (2013)
- Annie, tour statunitense (2014)
- The King and I, Lincoln Center di Broadway (2015)
- Sunday in the Park with George, City Center Encores! di New York (2016)
- Sunday in the Park with George, Hudson Theatre di Broadway (2017)
- Side by Side by Sondheim, Hollywood Bowl di Los Angeles (2017)
- Chess, Kennedy Center di Washington (2018)
- The King and I, London Palladium di Londra (2018)
- The Courtroom, Judson Memorial Church di New York (2019)
- Camelot, Lincoln Center di New York (2019)
- Sweeney Todd: The Demon Barber of Fleet Street, Lunt-Fontanne Theatre di Broadway (2023)
- The Light in the Piazza, New York City Center di New York (2023)

## Riconoscimenti
- Drama League Award
  - 2015 – Candidatura per la miglior performance per The King and I
- Premio Laurence Olivier
  - 2019 – Candidatura per la migliore attrice non protagonista in un musical per The King and I
- Lucille Lortel Award
  - 2014 – Migliore attrice protagonista in un musical per Here Lies Love
- Outer Critics Circle Award
  - 2015 – Miglior attrice non protagonista in un musical per The King and I
- Theatre World Award
  - 2013 – Miglior esordiente per Here Lies Love
- Tony Award
  - 2015 – Miglior attrice non protagonista in un musical per The King and I
  - 2023 – Candidatura per la miglior attrice non protagonista in un musical per Sweeney Todd: The Demon Barber of Fleet Street